# Бєліцька Євгенія Яківна
Бєліцька Євгенія Яківна (нар. 1 жовтня 1906 — 1983) — доктор медичних наук, професор, доцент, завідувач кафедри соціальної гігієни та організації охорони здоров'я Львівського національного медичного університету імені Далила Галицького.

## Біографія
Народилася 1 жовтня 1906 р. у с. (тепер смт) Мала Дівиця Полтавської області. Навчалася на медичному факультеті Київського медичного інституту, закінчила у 1929. З 1929–1931 рр. була завідувачем дитячої консультації в м. Сміла і Фастів; асистент 1931–1932; старший асистент 1932–1934; з 1934–1938 стала завідувачем відділу соціальної гігієни Київського інституту Охмадит, за сумісництвом асистент кафедри Київського медичного інституту 1931–1934, Київського стоматологічного інституту 1934–1937; інспектор Управління науки Наркомздоров'я УРСР 1935–1936; завідувач кафедри соціальної гігієни Донецького медичного інституту 1938–1940, Львівського медичного інституту 1940–1941, Ставропольського медичного інституту 1941–1942; була начальником госпіталю 1942–1943; старший викладач 1943–1951, професор з 1951 по 1961 в Ленінградській військово-медичній академії; завідувач кафедри соціальної гігієни Ленінградського санітарно-гігієнічного медичного інституту 1961–1971; професор-консультант Ленінградського бюро медичної статистики 1971–1983 рр.

## Наукові здобутки
- 1936 кандидат медичних наук;
- 1938 доцент;
- 1948 доктор медичних наук (1948);
- 1951 професор.

Автор близько 250 наукових, науково-популярних і навчально-методичних праць, серед них 20 монографій і посібників.

## Коло наукових інтересів
- організація роботи системи охорони материнства і дитинства, зокрема, у сільській місцевості;
- питання санітарної статистики воєнного і мирного часу;
- питання диспансерної і шпитальної статистики;
- структура захворюваності і позалікарняної смертності;
- історія медицини.

## Основні праці
- Функціональна діагностика та принципи класифікації ниркових захворювань (кваліф. праця.— Київ, 1929;
- Планування Охматдиту в районі. Охматдит ОЗДП, — 1932, — № 2;
- Бюджет часу та хатній побут колгоспниці. Профін Медна, — 1933, — № 1;
- 15 років охорони материнства та дитинства в Україні (монографія)// Медвидав, — Київ, 1936;
- Якісні показники роботи дитячої консультації та методика їх обліку. Охор Матер Дит, — 1939, — № 1;
- Причины смерти умерших от боевых поражений в госпиталях в период Великой Отечественной войны 1941-45 гг. (докт. дис.). — Ленінград, 1948;
- Проблемы социальной гигиены (монографія)// Медицина, — Ленинград, 1970.